# Screaming Fields
Pour les articles homonymes, voir Screaming Fields of Sonic Love.
Screaming Fields est un festival musical et un concours luxembourgeois pour groupes étudiants, qui existe depuis 2005. Entre 2005 et 2009, le festival s'appelait Screaming Fields of Sonic Love. Depuis 2017, il existe également le concours de chansons Screaming Fields. Ces deux événements sont organisés par Rocklab à la Rockhal.

## Description
Jusqu'en 2009, le festival était ouvert aux formations amateurs luxembourgeoises. À partir de 2010, seuls les groupes étudiants pouvaient participer : les groupes jouaient au nom du lycée où étaient étudiants les membres, ou de la maison de jeunes dans laquelle ils répétaient (uniquement si celle-ci était labellisée « Proufsall » par le Service national de la chapeau jeunesse).
En 2016, les règles ont été modifiées, et les participants ne sont plus obligés de jouer pour un lycée ou une maison de jeunesse : il suffit que les musiciens ou membres d'un groupe aient entre 12 et 25 ans. Pour les groupes, l'âge moyen de tous les membres compte. Les musiciens doivent être luxembourgeois ou résider au Luxembourg. Le concours est ouvert à tous les grands genres musicaux : pop, rock, heavy metal, hip-hop, musique électronique, jazz et blues.
Tous les groupes et musiciens qui souhaitent participer doivent d'abord s'inscrire, puis il sera voté en ligne qui pourra être présent à la soirée concert. En 2017, le « Screaming Fields Song Contest » est créé, et consiste à écrire des chansons. Tous les genres musicaux sont autorisés ici, à l'exception du jazz et de la musique classique.

## Histoire

### 2005–2009
La première édition du festival, qui s'appelait alors Screaming Fields of Sonic Love, a lieu les 30 septembre et 1er octobre 2005. C'est aussi le nom d'une compilation du groupe américain de rock Sonic Youth, sortie en 1995. En 2006, la deuxième édition du festival a lieu deux fois. La première se fait du 20 au 22 juillet dans le cadre de l'ouverture officielle du Centre de ressources du Rockhal. La troisième édition du festival a lieu les 1er et 2 décembre 2006. La quatrième édition a lieu le 4 mai 2007 dans la petite salle du Rockhal.
Les 23 et 24 mai 2008 a lieu la cinquième édition de Screaming Fields of Sonic Love, toujours au Rockhal Club. La première partie de la soirée se fait sous le thème « electro ». Trois groupes se produisent : Glitter and Trauma, Minipli et Hal Flavin. La deuxième partie de la soirée était dédiée au rap, hip-hop, ragga et au soul. Cinq artistes et groupes se sont produits : Last Ar, Sensual Lover, Bossmen, et A.L.S. et Uranami. Le festival de cette année-là n'est pas un succès : seuls 60 spectateurs sont présents. La sixième édition a lieu le 7 novembre 2009 au club du Rockhal avec les groupes suivants : The Tiquettes, Anx74, Agents of Atlas, Klappstuhl et S.K.O.R..

### 2010–2019
En 2010, le festival se rebaptise simplement « Screaming Fields ». Le concept change et le festival devient un concours de groupes étudiants et de jeunes, dans l'objectif de découvrir et d'encourager les jeunes formations. La première édition du nouveau festival, baptisé Däi Lycée rockt! a lieu le 5 juin 2010 au club du Rockhal.
Une trentaine de groupes de 19 lycées s'y inscrivent et 600 personnes sont présentes. Les groupes sont sélectionnés via un vote en ligne. Un jury composé de professionnels impliqués dans la musique détermine les gagnants du concours. Le prix de la meilleure performance live est décerné à Lost in Pain, qui ont eu l'opportunité de jouer au festival On Stéitsch. Los Duenos del ska remporte le prix du meilleur marketing, et Nisroc le prix de la meilleure chanson,.
Le 3 juin 2011, 11 groupes participent, dont neuf sélectionnés en ligne par le public pour se produire au festival. Un seul groupe pouvait apparaître pour une école secondaire. Des prix sont décernés, notamment celui de la meilleure performance du Service national de la jeunesse (SNJ) pour le groupe Thoughts of the 4 en septembre 2011.
La troisième édition du Screaming Fields a lieu le 9 juin 2012 au Rockhal Club. La quatrième a lieu le 6 juillet 2013 en tant qu'édition Screaming Fields : Däi Lycée rockt!. District 7 reçoit le prix du meilleur spectacle live et donc aussi l'opportunité de se produire au festival On Stèitsch et à la Fête de la musique de Diddelen. De plus, ils sont  soutenus par le Centre de Ressources du Rockhal. Impact Hour remporte deux prix, celui de la meilleure chanson pour Day and Night et celui de la promo la plus créative. Ils reçoivent un prix de 500 euros, un accompagnement dans le développement d'une identité visuelle sur Internet avec la création d'un logo du groupe et un enregistrement au studio du Rockhal.
Soulhenge reçoit le prix Coup de cœur du Rockhal. Ainsi, ils ont pu répéter 20 fois dans les salles de répétition du Rockhal.
L'édition 2014 a lieu le 5 juillet 2014 à la Rockhal. Par ailleurs, le festival de rue Stroestener a offert au groupe District 7 une représentation en septembre. La sixième édition a lieu le 11 juillet 2015 à la Rockhal. Le chanteur Josh Oudendijk y remporte deux prix, celui de la meilleure chanson (pour Letter for Eva) et le prix Food for Your Senses, qui lui permettra de se produire au Festival Capital Sounds. La septième édition se tient le 16 juillet 2016 à la Rockhal. Pour la huitième édition, qui a lieu le 15 juillet 2017 à la Rockhal, quatre groupes et artistes sont sélectionnés dans la catégorie d'âge 12 à 18 ans, et quatre dans la catégorie d'âge 19 à 25 ans. Le Screaming Fields Song Contest est également créé sur le thème « Moi et mon avenir ».
Le 14 juillet 2018 a lieu la neuvième édition. Les artistes et groupes suivants ont participé, : Ema, C'est Karma, Adrian, Trappers, Tyra, Dessy Mesk, Rat October, Pleasing, et Khalid Oke. Adrian, qui deviendra plus tard plus connu sous le nom de Chaild, reçoit le prix de la Sacem Luxembourg de la meilleure composition pour Chimney Sweeper. La chanteuse Tyra reçoit le Prix INGA Luxembourg de la meilleure campagne promo. Les deux prix étaient dotés de 500 euros. Le chanteur C'est Karma reçoit le prix du meilleur concert de la ville de Diddeleng et l'opportunité de s'y produire en 2019 à la Fête de la musique. De plus, Adrian remporte également le prix Coup-de-cœur et un suivi de l'équipe du Rockhal.
La dixième édition du Screaming Fields et la troisième édition du concours de chanson Screaming Fields ont lieu le 13 juillet 2019. Pour le concours de chanson, Rocklab coopère avec le ministère de l'Égalité des genres. Le thème était « Démocratie et égalité des genres ».

### Depuis 2020
Screaming Fields n'est pas organisé en raison en 2020 en raison de la Pandémie de Covid-19. La onzième édition est alors organisée dans un cadre plus restreint. Six artistes et groupes se sont produits.
Screaming Fields est plus tard organisé le 9 juillet 2022. L'édition 2023 a lieu le 8 juillet.